# Daiki Takamatsu
Daiki Takamatsu (Prefectura de Yamaguchi, Japó, 8 de setembre de 1981) és un futbolista japonès.

## Selecció japonesa
Daiki Takamatsu va disputar 2 partits amb la selecció japonesa.